# E.J. McGuire Award of Excellence
E.J. McGuire Award of Excellence är ett årligt pris som ges till en juniorishockeyspelare, som är berättigad till att bli vald i NHL Entry Draft, och som har personifierat vad en ung ishockeyspelare måste ha för att ha en framgångsrik spelarkarriär i den nordamerikanska professionella ishockeyligan National Hockey League (NHL). Spelaren måste ha visat stark karaktär, villig att ge det extra för att hävda sig samt ha tillräckligt med talang. Priset ges ut av National Hockey League Central Scouting Bureau, som är en avdelning inom NHL och som sköter ishockeyligans talangscoutning av juniorspelare inför de årliga NHL-drafterna.
Trofén är uppkallad efter E.J. McGuire som var avdelningens chef mellan 2005 och 2011 när han avled i cancer. E.J. McGuire Award of Excellence utdelades första gången 2015.

## Vinnare

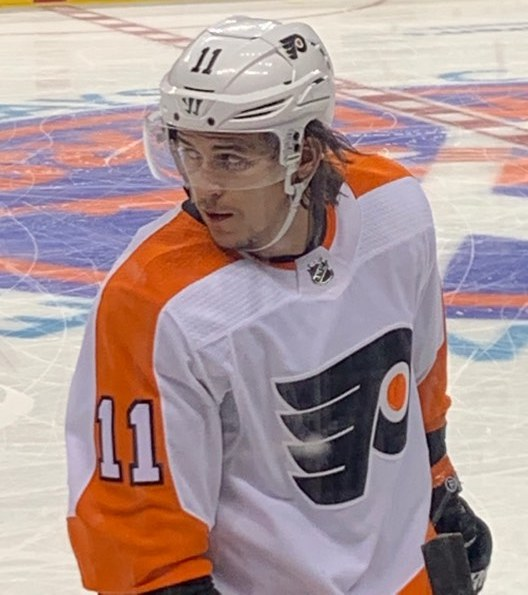
Travis Konecny var den förste spelaren som vann E.J. McGuire Award of Excellence.

Källa: 
| År   | Vinnare          | Juniorlag                   | Draftad av          | Notering |
| ---- | ---------------- | --------------------------- | ------------------- | -------- |
| 2015 | Travis Konecny   | Ottawa 67's (OHL)           | Philadelphia Flyers |          |
| 2016 | Neil Doef        | Smiths Falls Bears (CCHL)   | Ej draftad.         | [ a ]    |
| 2017 | Nico Hischier    | Halifax Mooseheads (LHJMQ)  | New Jersey Devils   |          |
| 2018 | Humboldt Broncos | —                           | —                   | [ b ]    |
| 2019 | Brett Leason     | Prince Albert Raiders (WHL) | Washington Capitals |          |
| 2020 | Zayde Wisdom     | Kingston Frontenacs (OHL)   | Philadelphia Flyers |          |
| 2021 | William Eklund   | Djurgården Hockey (SHL)     | San Jose Sharks     |          |
| 2022 | Lane Hutson      | Team USA (USHL)             | Montreal Canadiens  |          |
| 2023 | Connor Bedard    | Regina Pats (WHL)           | Chicago Blackhawks  |          |
| 2024 | Michael Hage     | Chicago Steel (USHL)        | Montreal Canadiens  |          |
| 2025 | Michael Misa     | Saginaw Spirit (OHL)        | —                   |          |